# Milagros en campaña
Milagros en campaña fue una serie de televisión dramática y política argentina emitida por El nueve. La serie gira en torno a Milagros Vega, una asesora de imagen que busca reposicionarse en la escena política argentina mediante la candidatura a presidente del diputado Andrés Quiroga. Estuvo protagonizada por Viviana Saccone, Osmar Nuñez, Gimena Accardi y Roberto Carnaghi. También contó con los co-protagónicos de Silvia Baylé, Alexia Moyano y Héctor Díaz y las actuaciones juveniles de Mariel Percossi y Tomás Wicz. Fue estrenada el miércoles 29 de julio de 2015.

## Sinopsis
La serie narra la vida de Milagros Vega (Viviana Saccone), una asesora de imagen, publicista y consultora política que necesita reposicionarse en el escenario político de la Argentina, luego de haber promovido una polémica campaña política que terminó en el suicidio de un candidato que era el rival de su cliente, por lo que ahora tiene una nueva oportunidad para redimirse cuando es convocada para lanzar la candidatura a presidente del diputado Andrés Quiroga (Osmar Nuñez), quién tiene bajo perfil, no es conocido y carece de carisma, por lo cual, Milagros usará todas sus herramientas para operar y convertir a Quiroga en una figura interesante y reconocida al costo de cualquier precio.

## Elenco

### Principal
- Viviana Saccone como Milagros Vega
- Osmar Nuñez como Andrés Quiroga
- Gimena Accardi como Silvina Climber
- Roberto Carnaghi como Rodolfo Romano
- Silvia Baylé como Norma
- Alexia Moyano como Anabella Duró
- Mariel Percossi como Juliana Quiroga
- Tomás Wicz como Martín Quiroga
- Héctor Díaz como Aníbal Pereyra

### Secundario
- Luis Ziembrowsky como Santiago Pezzutti
- Ernesto Claudio como Diego Carreño
- Mario Pasik como Osvaldo Santiesteban
- Dan Breitman como Osky
- Nicolás Vázquez como Juan Manuel
- Paloma Sirvén como Lorena

### Participaciones
- Sabrina Carballo como Maura Fernández
- Silvina Acosta como Carla Groisman
- Gabriela Sari como Heidi Taboule
- Tamara Garzón como Asistente de Milagros
- Miguel Dao como Alejandro Salgado
- Sergio Bermejo como Julio Rojas
- Néstor Sánchez como Ernesto Lagorio
- Malena Filmus como Romina
- Salo Pasik como Arnaldo Groisman
- Juan Carrasco como Ariel Torres
- Richard Wagener como Paulino Truco
- Gabo Correa como Sebastián
- Alejo Ortiz como Rodrigo Garay
- Rita Terranova como Rosario
- Héctor Calori como Monseñor Battaino
- Luis Campos como Monseñor Azpeitia
- Eugenia Alonso como Beatriz Méndez
- Franco Pucci como Andrés Quiroga (Niño)

## Episodios
| N.º | Título        | Dirigido por   | Escrito por                    | Fecha de emisión original | Audiencia (millones) |
| --- | ------------- | -------------- | ------------------------------ | ------------------------- | -------------------- |
| 1   | «Episodio 1»  | Martín Mariani | Jorge Maestro y Sergio Vainman | 29 de julio de 2015       | 2.1                  |
| 2   | «Episodio 2»  | Martín Mariani | Jorge Maestro y Sergio Vainman | 6 de agosto de 2015       | 1.8                  |
| 3   | «Episodio 3»  | Martín Mariani | Jorge Maestro y Sergio Vainman | 12 de agosto de 2015      | 1.9                  |
| 4   | «Episodio 4»  | Martín Mariani | Jorge Maestro y Sergio Vainman | 19 de agosto de 2015      | 1.4                  |
| 5   | «Episodio 5»  | Martín Mariani | Jorge Maestro y Sergio Vainman | 26 de agosto de 2015      | 1.6                  |
| 6   | «Episodio 6»  | Martín Mariani | Jorge Maestro y Sergio Vainman | 2 de septiembre de 2015   | 2.4                  |
| 7   | «Episodio 7»  | Martín Mariani | Jorge Maestro y Sergio Vainman | 9 de septiembre de 2015   | 1.8                  |
| 8   | «Episodio 8»  | Martín Mariani | Jorge Maestro y Sergio Vainman | 16 de septiembre de 2015  | 1.5                  |
| 9   | «Episodio 9»  | Martín Mariani | Jorge Maestro y Sergio Vainman | 23 de septiembre de 2015  | 1.2                  |
| 10  | «Episodio 10» | Martín Mariani | Jorge Maestro y Sergio Vainman | 30 de septiembre de 2015  | 1.9                  |
| 11  | «Episodio 11» | Martín Mariani | Jorge Maestro y Sergio Vainman | 7 de octubre de 2015      | 2.6                  |
| 12  | «Episodio 12» | Martín Mariani | Jorge Maestro y Sergio Vainman | 14 de octubre de 2015     | 1.0                  |
| 13  | «Episodio 13» | Martín Mariani | Jorge Maestro y Sergio Vainman | 21 de octubre de 2015     | 1.7                  |

## Recepción

### Comentarios de la crítica
La serie recibió críticas positivas por parte de los expertos. Ricardo Marín del diario La Nación calificó a la serie como «buena», sin embargo, comentó que el personaje principal «resulta ser exagerado, tanto en la actuación de Saccone como en la realización de las escenas en las que se la presenta». Además, mencionó que «el trabajo actoral de Nuñez y Carnaghi en la interpretación de sus personajes es inobjetable» y que «la trama de la serie genera interés e intriga», concluyendo en que «el diseño de producción en el manejo de los recursos técnicos es bueno y el resultado es una producción ágil en el relato audiovisual y con bastantes detalles de originalidad en el trabajo de cámaras».
Por su parte, Gimena Lepere del portal Television.com.ar destacó que a «Milagros en campaña no le sobró ni le faltó nada, y hasta dejó en evidencia la necesidad de ficcionar lo que día tras día se propone como agenda para los noticieros y los programas políticos de la tv».